# Noliproctis pumila
Noliproctis pumila är en fjärilsart som beskrevs av Butler 1882. Noliproctis pumila ingår i släktet Noliproctis och familjen tofsspinnare. Inga underarter finns listade i Catalogue of Life.